# Maranhão
Maranhão (wymowaⓘ [maɾɐˈɲɐ̃w]) – jeden z 26 stanów Brazylii, położony w Regionie Północno-Wschodnim. Od zachodu, od południa graniczy ze stanem Tocantins, od północy jest Ocean Atlantycki, a od wschodu stan Piauí.
Na terenie stanu znajduje się Park Narodowy Lençóis Maranhenses.

## Miasta
Największe miasta w stanie Maranhão według liczby mieszkańców (stan na 2013 rok):
| L.p. | Miasto              | Liczba ludności |
| ---- | ------------------- | --------------- |
| 1.   | São Luís            | 1 027 429       |
| 2.   | Imperatriz          | 250 063         |
| 3.   | São José de Ribamar | 165 418         |
| 4.   | Caxias              | 155 202         |
| 5.   | Timon               | 150 635         |
| 6.   | Codó                | 118 567         |
| 7.   | Paço do Lumiar      | 107 764         |
| 8.   | Açailândia          | 105 254         |
| 9.   | Bacabal             | 101 159         |
| 10.  | Balsas              | 85 321          |